# Pyreferra citrombra
Pyreferra citrombra là một loài bướm đêm trong họ Noctuidae.